# Roshon Fegan
Roshon Bernard Fegan (født 6. oktober 1991 i Los Angeles, USA) er en amerikansk skuespiller. Han er mest kendt for hans rolle som Ty BlueShake It Up

## Diskografi

### Singler
| 2011 | I AM                                    | RO SHON                   | Sangskriver, producer |
| 2011 | Love Your Love                          | RO SHON                   | Sangskriver, producer |
| 2011 | Oh Oh Oh                                | RO SHON                   | Sangskriver, producer |
| 2011 | Get It Poppin                           | RO SHON                   | Sangskriver, producer |
| 2013 | Afterparty sammen med Caroline Sunshine | Shake It Up: I Love Dance |                       |
| 2014 | Bout That                               | RO SHON                   | Sangskriver, producer |
| 2016 | So Bad                                  | TBA                       | Sangskriver, producer |

## Priser og nomineringer
| År   | Pris                | Kategori | Medie       | Resultat  | Kilde |
| ---- | ------------------- | --- | ----------- | --------- | ----- |
| 2011 | Young Artist Awards | Outstanding Young Ensemble in a TV Series (sammen med Bella Thorne, Zendaya, Davis Cleveland, Roshon Fegan, Adam Irigoyen og Kenton Duty) | Shake It Up | Nomineret | [ 1 ] |
| 2012 | Young Artist Awards | Outstanding Young Ensemble in a TV Series (sammen med Bella Thorne, Zendaya, Davis Cleveland, Roshon Fegan, Adam Irigoyen og Kenton Duty) | Shake It Up | Nomineret | [ 2 ] |